# Condado de Ogemaw
O Condado de Ogemaw é um dos 88 condados do estado americano de Michigan. A sede do condado é West Branch, e sua maior cidade é West Branch.
O condado possui uma área de 1 488 km² (dos quais 27 km² estão cobertos por água), uma população de 21 645 habitantes, e uma densidade populacional de 15 hab/km² (segundo o censo nacional de 2000). O condado foi fundado em 1892.